# Székelykakasd
Székelykakasd (1899-ig Kakasd, románul Vălureni, korábban Cocoși) falu Romániában, Maros megyében. Maroskeresztúr községhez tartozik. Marosvásárhelytől 4 km-re délnyugatra a Nyárád és a Maros vízválasztója közelében kis völgykatlanban fekszik.

## Nevének eredete
A hagyomány szerint nevét onnan kapta, hogy a Nagy-hágón áthaladó, koránkelő nyárádmenti vásározók a falu határában, a Kakasdi-patak hídjánál hallották először a kakasszót.

## Története
Lakosai egykor katolikusok voltak, akik reformátusokká lettek, de az ellenreformáció idején Kornis gróf elüldözte őket. 1767-ben és 1771-ben pestisjárvány pusztította, mely után alig 10 család maradt meg.
1910-ben 574-en lakták, melyből 540 református magyar volt.
A trianoni békeszerződésig Maros-Torda vármegye Marosi alsó járásához tartozott. 1992-ben 932 lakosából 747 magyar, 173 cigány és 12 román.

## Látnivalók
- Református temploma 1860 és 1865 között, régi fatemploma 1673-ban épült, ami a Farkas-hegy déli lejtőjén állt.[2]

## Híres emberek
Itt született 1927-ben Tövissi József geográfus, egyetemi tanár.